# بن سكران
بن سكران إحدى بلديات دائرة بن سكران بولاية تلمسان الجزائرية.

## الموقع والمساحة
بن سكران هي بلدية تقع شمال ولاية تلمسان .تبلغ مساحتها حوالي 168 كم2 ويتجاوز عدد سكانها 16 ألف نسمة. هي بلدية قديمة ولكن توجد بها عدة منشآت حديثة ولهذا تعتبر دائرة، ولكن ليس إداريا

## تاريخها
بن سكران بلدية قديمة يرجع تاريخها إلى الاستعمار الفرنسي، فقد بناها وخلف بها عدة بنايات منها بنايات شارل ديغول. ومن بعد الاستعمار شجرت لهذا نجد بها الآن عدة أحياء مسماة بأسماء الأشجار التي غرست بها مثل حي الزيتون وحي البرتقال وحي الليمون..

## سكانها
يبلغ عدد سكان بلدية بن سكران أكثر من 16 الف نسمة. يغلب على سكانها فئة الشباب والمراهقين. يتميزون بالكرم وحسن الضيافة مما جعلهم مشهورين في جميع أنحاء الولاية. يمارسون التجارة والزراعة وتربية المواشي.